# Обикновен пащърнак
Обикновеният пащърнак (Pastinaca sativa) е кореноплоден зеленчук, сроден с моркова. Корените му приличат на тези на моркови, но са с по-светъл цвят и имат по-силен вкус.

## Описание
Пащърнакът представлява двугодишно тревисто растение, което през първата година развива перести листа на дълги дръжки, а през втората – голо цветоносно стебло, до 1 метър височина. Цъфти през периода юни – август. Цветовете му оформят сложни сенници с по 8 – 12 главни лъча, всеки цвят се състои от пет златистожълти венчелистчета. Плодът е странично сплеснат, разпадащ се на две половинки с ципести ръбове.

## Разпространение
Растението е разпространено на територията на цяла Европа, в България – до около 1600 метра надморска височина. В диво състояние се среща из ливади и влажни тревисти местности.

## Употреба в кулинарията
Както морковът, така и пащърнакът произлиза от Евразия и се употребява за храна още от Древността. За разлика от миналото, обаче, когато е бил масово отглеждан зеленчук, в наши дни пащърнакът е заменен до голяма степен с картофите. Изключение все още правят единствено Великобритания, Полша и скандинавските страни. В Северна Америка е пренесен от 17 в. Пащърнакът може да се вари или пече, използва се в яхнии, супи и гювечи.

## Употреба във фитотерапията
Пащърнакът е лечебно растение с приложение във фитотерапията; използват се коренът (Radix Pastinacae) и семената му (Semen Pastinacae). Коренът е богат на етерични масла и кумарини, а семената – етерични масла, кумарини (бергаптен, ксантотоксол, императорин) и петрозелинова киселина. Етеричното масло в семената съдържа алифатни естери и се среща в два варианта – в зависимост от наличието респ. липсата на естери на оцетната киселина.
От биологично активните вещества в пащърнака най-подробно е изследван пастинацинът – фурокумарин с химически състав CHgO, почти неразтворим във вода и слабо разтворим в спирт. Той има:
- съдоразширяващо действие върху коронарните съдове (по-слабо до никакво върху периферните съдове),
- спазмолитично действие спрямо гладката мускулатура на храносмилателния тракт,
- леко хипотензивно действие.

Терапевтичното му вътрешно приложение е при сърдечни неврози, стенокардия и колики. Външно под форма на разтвор (ксанторин) се прилага при витилиго (депигментация на кожата) поради установеното свойство на бергаптена и ксантотоксола да стимулират образуването на меланин.